# Comuna Ostra, Suceava
Ostra (în germană Ostra) este o comună în județul Suceava, Bucovina, România, formată din satele Ostra (reședința) și Tărnicioara.

## Demografie
Componența etnică a comunei Ostra
     Români (95,26%)
     Alte etnii (4,74%)
Componența confesională a comunei Ostra
     Ortodocși (92,33%)
     Alte religii (2,49%)
     Necunoscută (5,18%)
Conform recensământului efectuat în 2021, populația comunei Ostra se ridică la 2.932 de locuitori, în scădere față de recensământul anterior din 2011, când fuseseră înregistrați 3.009 locuitori. Majoritatea locuitorilor sunt români (95,26%). Din punct de vedere confesional, majoritatea locuitorilor sunt ortodocși (92,33%), iar pentru 5,18% nu se cunoaște apartenența confesională.

## Politică și administrație
Comuna Ostra este administrată de un primar și un consiliu local compus din 13 consilieri. Primarul, Ioan Oroș[*], de la Partidul Național Liberal, este în funcție din octombrie 2020. Începând cu alegerile locale din 2024, consiliul local are următoarea componență pe partide politice:
|  | Partid                          | Consilieri | Componența Consiliului | Componența Consiliului | Componența Consiliului | Componența Consiliului | Componența Consiliului | Componența Consiliului | Componența Consiliului | Componența Consiliului |
|  | ------------------------------- | ---------- | ---------------------- | ---------------------- | ---------------------- | ---------------------- | ---------------------- | ---------------------- | ---------------------- | ---------------------- |
|  | Partidul Național Liberal       | 8          |                        |                        |                        |                        |                        |                        |                        |                        |
|  | Alianța pentru Unirea Românilor | 2          |                        |                        |                        |                        |                        |                        |                        |                        |
|  | Partidul Social Democrat        | 2          |                        |                        |                        |                        |                        |                        |                        |                        |
|  | Ailenei Diana-Lăcrămioara       | 1          |                        |                        |                        |                        |                        |                        |                        |                        |

## Recensământul din 1930
Componența etnică a comunei Ostra
     Români (52,11%)
     Germani (26,45%)
     Evrei (1%)
     Ruși (15,33%)
     Ruteni (4,22%)
     Polonezi (0,89%)
Componența confesională a comunei Ostra
     Ortodocși (71,58%)
     Romano-catolici (27,42%)
     Mozaici (1%)
Conform recensământului efectuat în 1930, populația comunei Ostra se ridica la 1.017 locuitori. Majoritatea locuitorilor erau români (52,11%), cu o minoritate de germani (26,45%), una de ruși (15,33%), una de evrei (1,0%), una de ruteni (4,22%) și una de polonezi (0,89%). Din punct de vedere confesional, majoritatea locuitorilor erau ortodocși (71,58%), dar existau și minorități de romano-catolici (27,42%) și mozaici (1,0%).